# Cleveland Hopkins International Airport

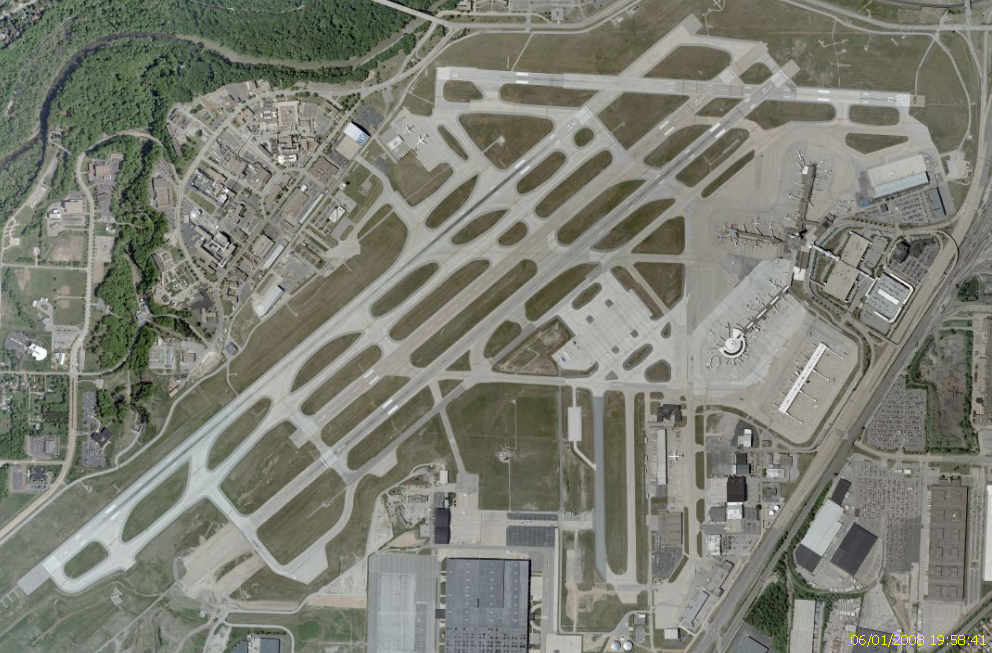
Satellietbeeld (uit 2004) van de Cleveland Hopkins International Airport

Cleveland Hopkins International Airport (IATA: CLE, ICAO: KCLE) is een openbare luchthaven op veertien kilometer ten zuidwesten van het centrale zakelijke district van Cleveland, Cuyahoga County, Ohio. Het is de belangrijkste luchthaven van Noordoost-Ohio en is de grootste en drukste luchthaven in de staat Ohio. Hopkins is de 47e drukste luchthaven in de Verenigde Staten op basis van het aantal passagiers. Het is ook de enige luchthaven in Ohio die non-stop transatlantische vluchten naar Europa (IJsland) aanbiedt. Het grootstedelijk gebied van Cleveland wordt ook bediend door Burke Lakefront Airport en door de regionale luchthaven Akron-Canton. Cleveland Hopkins International Airport en Cleveland Burke Lakefront Airport vormen samen het Cleveland Airport System, dat wordt beheerd door het Department of Port Control van de stad Cleveland.
Opgericht in 1925, was het de eerste gemeentelijke luchthaven van de Verenigde Staten. De luchthaven is van bijzonder belang voor de geschiedenis van het commerciële vliegverkeer dankzij een aantal eerste-in-de-wereld innovaties die uiteindelijk over de hele wereld standaard zouden worden. Het was op de Cleveland Municipal Airport (oude naam van de luchthaven) dat de eerste luchtverkeersleidingstoren, het eerste grond-naar-lucht radio-systeem, en het eerste landingsbaan-verlichtingssysteem werden gebouwd en/of geïnstalleerd, allemaal in 1930; en het was de eerste Amerikaanse luchthaven die in 1968 rechtstreeks verbonden was met een metro, meer bepaald met de zuidelijke terminus van de Red Line van de Metro van Cleveland. Het was ook de eerste luchthaven die een terminalontwerp op twee niveaus gebruikte, dat aankomende passagiers scheidde van vertrekkende passagiers.
Het vliegveld is vernoemd naar de oprichter, voormalig stadsmanager William R. Hopkins, op zijn 82e verjaardag in 1951.
Cleveland Hopkins bevindt zich naast het Glenn Research Center van NASA, een van de tien grootste veldcentra van de NASA.
In 2017 ontving de luchthaven 9.140.445 passagiers en 40.000 ton vracht met 119.268 vliegbewegingen.